# Stilpnus subimpressus
Stilpnus subimpressus är en stekelart som beskrevs av Forster 1876. Stilpnus subimpressus ingår i släktet Stilpnus och familjen brokparasitsteklar. Inga underarter finns listade i Catalogue of Life.